# Wolfgang Kubicki
Wolfgang Kubicki (wym. [ˈvɔlfɡaŋ kuˈbɪki]; ur. 3 marca 1952 w Brunszwiku) – niemiecki polityk i prawnik, poseł do landtagu, wiceprzewodniczący Bundestagu i Wolnej Partii Demokratycznej (FDP).

## Życiorys
W 1970 zdał egzamin maturalny, a w 1975 ukończył ekonomię na Uniwersytecie Chrystiana Albrechta w Kilonii. Pracował w branży konsultingowej, doradztwie podatkowym, frakcji poselskiej liberałów w landtagu i jako referendarz. W międzyczasie w 1982 i 1985 zdał państwowe egzaminy prawnicze I oraz II stopnia, po których podjął prywatną praktykę w zawodzie adwokata.
W 1971 dołączył do FDP w Szlezwiku-Holsztynie. Od 1987 kierował partią w powiecie Rendsburg-Eckernförde, a w latach 1989–1993 na poziomie landu. W latach 1990–1992 i ponownie w 2002 wykonywał mandat deputowanego do Bundestagu. W 1992 został po raz pierwszy deputowanym do landtagu, w którym objął funkcję przewodniczącego frakcji posłów Wolnej Partii Demokratycznej. Pełnił ją do 1993, po czym ponownie objął ją w 1996. Mandat deputowanego do parlamentu Szlezwiku-Holsztyna odnawiał w wyborach w 1996, 2000, 2005, 2009, 2012 i 2017.
W grudniu 2013, trzy miesiące po wyborach w Niemczech, w których FDP nie przekroczyła wyborczego progu, został wiceprzewodniczącym federalnych struktur tego ugrupowania. W wyniku wyborów w 2017 ponownie wybrany do Bundestagu. W 2021 z powodzeniem ubiegał się o poselską reelekcję. Po obu tych wyborach powoływany na funkcję wiceprzewodniczącego izby niższej federalnego parlamentu. 
W lutym 2025 jego ugrupowanie nie uzyskało parlamentarnej reprezentacji w Bundestagu kolejnej kadencji; w związku z tym Wolfgang Kubicki zapowiedział wycofanie się z aktywnej działalności politycznej.